# Juripiranga
Juripiranga é uma cidade no estado da Paraíba, localizado na Região Geográfica Imediata de João Pessoa.

## História
O município de Juripiranga teve início por volta de 1777 quando Braz Gomes Tavares e outros membros de sua família localizaram-se num lugar conhecido por Serrinha de baixo, que hoje está distante 01 quilômetro da atual sede Municipal. Pouco tempo depois ali foram instalar suas moradas, Francisco Félix e a família Chagas. No lugarejo foi construído um “Cruzeiro” em volta do qual eram realizadas as festas religiosas. 
Alguns anos se passaram até que a Família Guedes e Ferreira, procedente do Sertão, depois de virem do exterior localizou-se no lugar onde hoje se encontra edificada a cidade, ao qual deram o nome de Serrinha de Cima. Os Guedes e Ferreira também participaram do desenvolvimento econômico da região, quando trouxeram o beneficiamento do comércio para a cidade.
Conquistou sua emancipação política em 22 de dezembro de 1961, desmembrado de Pilar.

## Geografia
Encontra-se situado na Mesorregião da Mata Paraibana. De acordo com o IBGE (Instituto Brasileiro de Geografia e Estatística), no ano de 2010 sua população era estimada em 10.237 habitantes. Área territorial de 79 km².

## Educação
Escolas:
- E.E.E.F.M.Teonas da Cunha Cavalcanti;
- E.M. vereador Jose Grimaudo Tavares;
- E.E.E.I.F.M. Demétrio Toledo;
- E. M. E. I. Ronaldo Cunha Lima
- E.M. E. I. F. Maria Jose Borba;
- E.M. E. I e F. Salvino João Pereira;
- E.M. E. I. F Josefa Alexandrina;
- E.M. E. F. M. Castro Alves.

## Folclore
É cultuado através de ciranda, cavalo-marinho, mamolengo, pastoril, cantoria de violeiros e vaquejadas.

## Padroeira
Nossa Senhora da Soledade, cuja festa religiosa é comemorada todos os anos pela comunidade no período de 06 a 15 do mês de setembro. O dia de São Sebastião que é co-padroeiro em Juripiranga é comemorado em Fevereiro com muita festa, tendo a parte religiosa e a parte social, acontecendo na medida do possível sempre uma semana antes do carnaval. Assim, Juripiranga reconhece (Nossa Senhora da Soledade e São Sebastião) como padroeiros.

## Artesanato
Em Juripiranga, destaca-se o trançado (ou a trança), principalmente para a confecção de chapéus e vassouras. A 
matéria-prima utilizada é a palha da carnaúba e o caruá.